# Шарли Ебдо
„Шарлѝ Ебдо̀“ е френски ежеседмичен сатиричен вестник, издаван в столицата Париж.
Голяма част от съдържанието му са карикатури. Във вестника се публикуват и журналистически разследвания, които основно засягат теми като сектите, десния екстремизъм, католицизма, исляма, ислямизма, юдаизма, както и статии на други теми в политиката и културата.
„Шарли Ебдо“ е създаден през 1970 г., след като предшественикът му, вестник „Хара-Кири“ е забранен. „Шарли Ебдо“ излиза редовно до 1981 г. През 1982 г. излиза един-единствен брой, изданието е прекъснато до 1992 г., когато някои от фигурите на старото издание се събират с нови таланти, и започват да издават отново вестника.
Препубликуването на карикатурите на Мохамед от вестник Jyllands-Posten през 2006 г. предизвиква ожесточена реакция в мюсюлманските държави. На 7 януари 2015 г. е извършен атентат в редакцията на „Шарли Ебдо“, при който загиват дванадесет сътрудници и близки на изданието. Една седмица по-късно излиза брой №1178 на „Шарли Ебдо“, „брой на оцелелите“, който е отпечатан в над осем милиона екземпляра. Броят на абонираните за „Шарли ебдо“ се увеличава от 10 000 на 220 000.

## Предшественици
Преди „Шарли Ебдо“ да започне да излиза, голяма част от карикатуристите работят за две други издания: месечникът „Хара-Кири“ (който съществува от 1960 г. до 1985 г.) и месечникът „Шарли мансюел“ (издаван от 1969 г. до 1986 г.). Кавана, който ръководи изданието „Хара-Кири“, събира екип, който включва карикатуристи като Волински, Жебе и Кабю.
Първоначално „Шарли мансюел“ е френската версия на италианския „Линус“. Шарли публикува класически американски комикси, но и съвременни френски, американски и италиански карикатури. Също като Линус, Шарли е кръстен на персонаж от Пийнътс: Чарли Браун.
През 1970 г. в Коломбе умира Шарл дьо Гол. „Хара-Кири“ излиза със сатирично заглавие: „Трагедия след бал в Коломбе: един мъртъв“, с което вестникът се подиграва на драматизациите около смъртта на дьо Гол. Вестникът е забранен от вътрешния министър Реймон Марсьолен.

## Първи период: 1969 – 1982 гг.
За да заобиколи забраната, екипът, воден от Кавана, основава „Шарли Ебдо“, който официално е седмичната версия на „Шарли мансюел“. Заглавието е двойна препратка към Чарли Браун и Шарл дьо Гол. В първия брой са публикувани рисунки от „Пийнътс“. С цел да запази независимостта си вестникът не публикува никакви реклами и разчита единствено на продажби и абонамент. На 23 декември 1981 г. излиза последният, редовен 580-и брой на „Шарли Ебдо“, а през декември 1982 г. излиза единствен брой, който е последен за следващите десет години.

## Втори период: 1992 – 2009 гг.
Началото на новото издание се свързва с напускането на Кабю и Филип Вал на сатиричния седмичник „Ла Грос Берта“. На събрание вечеря, на което сформиращият се екип търси заглавие, Волински предлага: „Защо не Шарли Ебдо, името е свободно!“. Филип Вал, Жебе, Кабю, Волински и певецът Рено внасят капитала на дружеството Калашников SARL, което ще издава вестника.
Новото издание се ползва от славата на старото, като към големите имена Кавана, Делфей дьо Тон, Сине, Жебе, Вилем, Волински и Кабю, се присъединяват младите таланти Шарб, Чичо Бернар, Рено, Люз и Тинюс.
Редакторската линия на вестника е саркастично обобщена с: „Попитахме хиляда тъпаци какво им е мнението. И почнахме да правим обратното. “
„Шарли Ебдо“ възражда „духа на Шарли“, който се състои в това да се надсмива над всичко: „над военните, над педантичните духовници, над крайната десница, над корсиканските и баските националисти. Всеки период вестникът си има своите обсесии, но никога не е имал табута. Вестникът яростно се бори за това обществото да е по-весело, по-човешко, по-социално.“
На 8 февруари 2006 г. препубликува карикатурите на Мохамед от вестник Jyllands-Posten, след като те са публикувани в друго френско издание: „Франс Соар“. На първа страница на „Шарли Ебдо“, в който са препубликувани карикатурите, стои оригинална карикатура на Мохамед на Кабю, в който се вижда Мохамед, който плаче в дланите си, и казва „Трудно е да си обичан от тъпаци“, а заглавието е „Мохамед е отчаян от екстремистите“. Това е една от най-известните карикатури в историята на „Шарли Ебдо“. Вследствие на тази публикация Парижката джамия завежда дело за обида, но Парижкият апелативен съд решава, че границите на свободата на словото не са преминати.
На 12 май 2009 г. Филип Вал напуска „Шарли Ебдо“.

## Трети период: 2009 – 2015 гг.
След напускането на Филип Вал вестникът се ръководи от Шарб. Изданието се изправя пред финансови проблеми, свързани с падащите продажби. Тиражът на изданието през 2011 г. е около 48 000 броя.
В нощта на 1 срещу 2 ноември 2011 г. редакцията на „Шарли Ебдо“ е подпалена с коктейл Молотов. Това става след като е обявено излизането на брой, в който името на вестника е променено на „Шариат Ебдо“, с главен редактор Мохамед, който празнува победата на ислямистката партия Енахда в Тунис.

## Четвърти период: от 2015 г.
На 7 януари 2015 г., към 11 ч. и 30 минути, двама облечени в черно и тежко въоръжени мъже влизат в редакцията на вестника на ул. Никола Апер в 11-и арондисман в Париж и откриват огън с автомати „Калашников“. Президентът Франсоа Оланд, който веднага отива на мястото на атентата, определя действието като терористичен атентат. Убити са 12 души: карикатуристите Кабю, Волински, Шарб, Оноре, Тинюс, икономистът Бернар Марис, психологът Елза Каят, Мишел Рено, гост в редакцията, коректорът Мустафа Урад, двамата полицаи Франк Бринсоларо и Ахмед Мерабет, и Фредерик Боасо от помощния персонал.
Хроникьорът Патрик Пелу заявява веднага: „Следващата сряда вестникът ще излезе, те не победиха“.
На 15 януари 2015 г. излиза брой №1178 на „Шарли Ебдо“ – „броят на оцелелите“, на чиято корица стои карикатура на Люз, на която е изобразен пророкът Мохамед, който отронва сълза, държи плакат „Je suis Charlie“, а заглавието е „Всичко е простено“.
Към 3 февруари 2015 г. „Шарли Ебдо“ има над 200 000 абонати, в сравнение с 10 000 преди атентата.
„Шарли Ебдо“ е провъзгласен за почетен гражданин на френската столица през 2015 г.

## Подкрепа за „Шарли Ебдо“ след атентата на 7 януари 2015 г.
- Митинг в подкрепа на „Шарли Ебдо“. Брюксел, площад „Люксембург“, 7 януари 2015 г.
- Митинг вподкрепа на „Шарли Ебдо“. Прага, 10 януари 2015 г.
- Митинг в подкрепа на „Шарли Ебдо“. Париж, Площад на Републиката, 11 януари 2015 г.
- Неонов надпис „Je suis Charlie“ върху фасадата на Министерството на науката и културата на Долна Саксония, януари 2015 г.